# Trinidad och Tobago i olympiska sommarspelen 2012
Trinidad och Tobago deltog i de olympiska sommarspelen 2012 som ägde rum i London i Storbritannien mellan den 27 juli och den 12 augusti 2012.

## Medaljörer
| Medalj | Namn                                                          | Sport     | Gren                    |
| ------ | ------------------------------------------------------------- | --------- | ----------------------- |
| Guld   | Keshorn Walcott                                               | Friidrott | Herrarnas spjutkastning |
| Brons  | Lalonde Gordon                                                | Friidrott | Herrarnas 400 m         |
| Brons  | Lalonde Gordon Jarrin Solomon Ade Alleyne-Forte Deon Lendore  | Friidrott | Herrarnas 4x400 m       |
| Brons  | Keston Bledman Marc Burns Emmanuel Callender Richard Thompson | Friidrott | Herrarnas 4x100 m       |

## Boxning
- Huvudartikel: Boxning vid olympiska sommarspelen 2012

Herrar
| Boxare        | Gren          | Sextondelsfinal       | Åttondelsfinal       | Kvartsfinal          | Semifinal            | Final                | Final            |
| Boxare        | Gren          | Motståndare Resultat  | Motståndare Resultat | Motståndare Resultat | Motståndare Resultat | Motståndare Resultat | Placering        |
| ------------- | ------------- | --------------------- | -------------------- | -------------------- | -------------------- | -------------------- | ---------------- |
| Carlos Suárez | Lätt flugvikt | Pehlivan (TUR) L 6–16 | Gick inte vidare     | Gick inte vidare     | Gick inte vidare     | Gick inte vidare     | Gick inte vidare |

## Cykling
- Huvudartikel: Cykling vid olympiska sommarspelen 2012

### Bana
Sprint
| Cyklist         | Gren             | Kvalomgång           | Kvalomgång | Omgång 1                         | Omgång 2                         | Kvartsfinaler                      | Semifinaler                      | Final                            | Final     |
| Cyklist         | Gren             | Tid Hastighet (km/h) | Placering  | Motståndare Tid Hastighet (km/h) | Motståndare Tid Hastighet (km/h) | Motståndare Tid Hastighet (km/h)   | Motståndare Tid Hastighet (km/h) | Motståndare Tid Hastighet (km/h) | Placering |
| --------------- | ---------------- | -------------------- | ---------- | -------------------------------- | -------------------------------- | ---------------------------------- | -------------------------------- | -------------------------------- | --------- |
| Njisane Phillip | Herrarnas sprint | 70.574               | 10         | Dawkins (NZL) W 10.221 70.443    | Förstemann (GER) W 10.467 68.787 | Dmitrijev (RUS) W 10.545, W 10.300 | Kenny (GBR) L, L                 | Perkins (AUS) L, L               | 4         |

Keirin
| Cyklist         | Gren             | 1:a omgången | Återkval  | 2:a omgången | Final     |
| Cyklist         | Gren             | Placering    | Placering | Placering    | Placering |
| --------------- | ---------------- | ------------ | --------- | ------------ | --------- |
| Njisane Phillip | Herrarnas keirin | 5 R          | 3 Q       | 4            | 7         |

## Friidrott
- Huvudartikel: Friidrott vid olympiska sommarspelen 2012

Förkortningar
- Notera – Placeringar gäller endast den tävlandes eget heat
- Q = Kvalificerade sig till nästa omgång via placering
- q = Kvalificerade sig på tid eller, i fältgrenarna, på placering utan att ha nått kvalgränsen
- NR = Nationellt rekord
- N/A = Omgången inte möjlig i grenen
- Bye = Idrottaren behövde inte delta i omgången

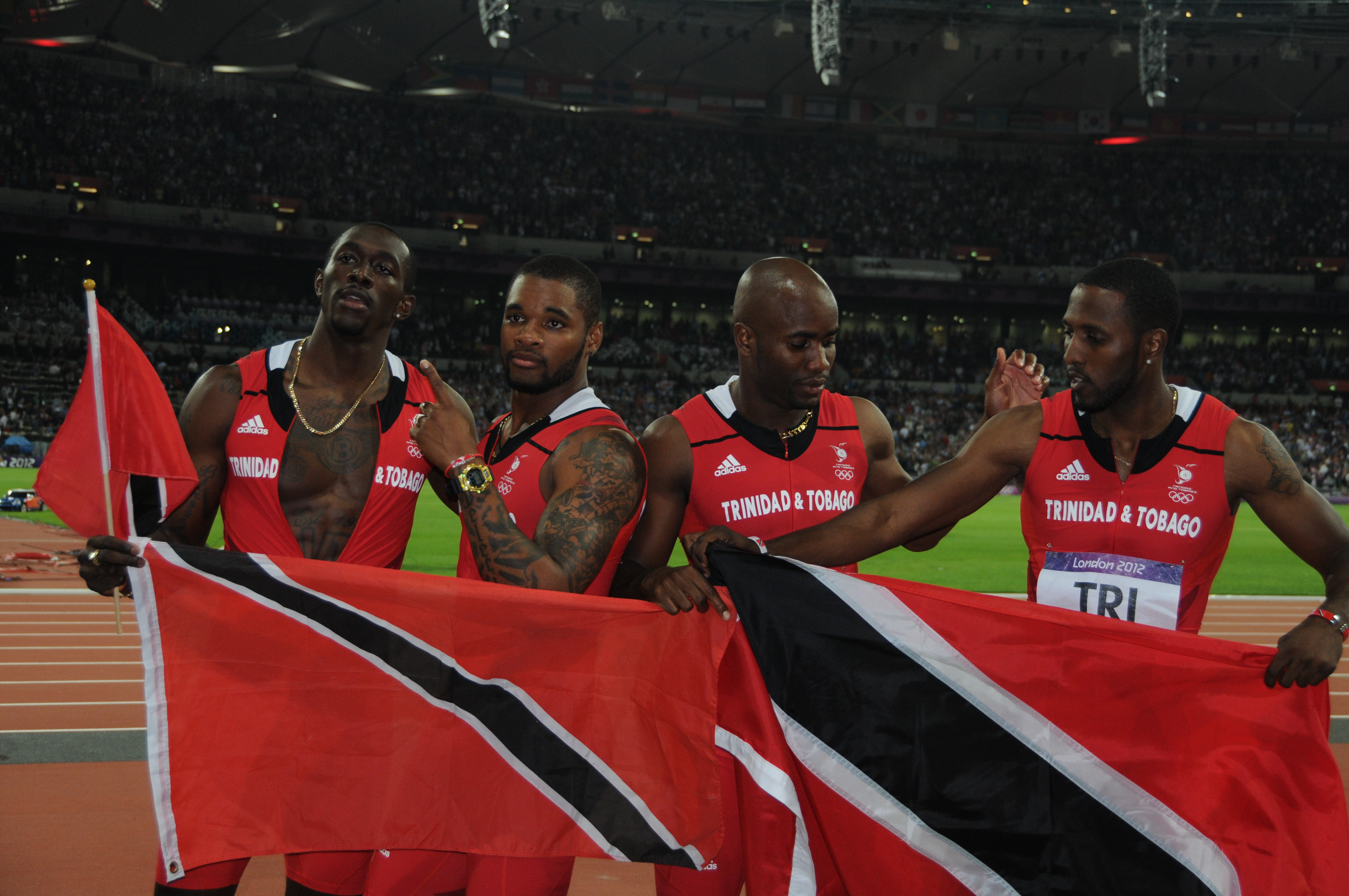
Trinidad och Tobagos lag som tog brons på 4×100 m stafett

Herrar
Bana och väg
| Idrottare                                                                              | Gren       | Heat     | Heat      | Kvartsfinal | Kvartsfinal | Semifinal        | Semifinal        | Final            | Final            |
| Idrottare                                                                              | Gren       | Resultat | Placering | Resultat    | Placering   | Resultat         | Placering        | Resultat         | Placering        |
| -------------------------------------------------------------------------------------- | ---------- | -------- | --------- | ----------- | ----------- | ---------------- | ---------------- | ---------------- | ---------------- |
| Keston Bledman                                                                         | 100 m      | BYE      | BYE       | 10.13       | 3 Q         | 10.04            | 4                | Gick inte vidare | Gick inte vidare |
| Wayne Davis II                                                                         | 110 m häck | 13.52    | 4 q       | i.u.        | i.u.        | 13.49            | 6                | Gick inte vidare | Gick inte vidare |
| Jehue Gordon                                                                           | 400 m häck | 49.37    | 2 Q       | i.u.        | i.u.        | 47.96            | 2 Q              | 48.86            | 6                |
| Lalonde Gordon                                                                         | 400 m      | 45.43    | 2 Q       | i.u.        | i.u.        | 44.58            | 1 Q              | 44.52            | 3                |
| Deon Lendore                                                                           | 400 m      | 45.81    | 5         | i.u.        | i.u.        | Gick inte vidare | Gick inte vidare | Gick inte vidare | Gick inte vidare |
| Renny Quow                                                                             | 400 m      | DNS      | DNS       | i.u.        | i.u.        | Gick inte vidare | Gick inte vidare | Gick inte vidare | Gick inte vidare |
| Rondel Sorrillo                                                                        | 100 m      | BYE      | BYE       | 10.23       | 3 Q         | 10.31            | 8                | Gick inte vidare | Gick inte vidare |
| Rondel Sorrillo                                                                        | 200 m      | 20.76    | 5         | i.u.        | i.u.        | Gick inte vidare | Gick inte vidare | Gick inte vidare | Gick inte vidare |
| Mikel Thomas                                                                           | 110 m häck | 13.74    | 5         | i.u.        | i.u.        | Gick inte vidare | Gick inte vidare | Gick inte vidare | Gick inte vidare |
| Richard Thompson                                                                       | 100 m      | BYE      | BYE       | 10.14       | 2 Q         | 10.02            | 3 q              | 9.98             | 7                |
| Keston Bledman Marc Burns Emmanuel Callender Rondel Sorillo Richard Thompson           | 4 x 100 m  | 38.10    | 3 Q       | i.u.        | i.u.        | i.u.             | i.u.             | 38.12            | 3                |
| Ade Alleyne-Forte Machel Cedenio Lalonde Gordon Deon Lendore Renny Quow Jarrin Solomon | 4 x 400 m  | 3:00.38  | 1 Q       | i.u.        | i.u.        | i.u.             | i.u.             | 2:59.40 NR       | 3                |

Fältgrenar
| Idrottare       | Gren          | Kval  | Kval      | Final    | Final     |
| Idrottare       | Gren          | Längd | Placering | Längd    | Placering |
| --------------- | ------------- | ----- | --------- | -------- | --------- |
| Keshorn Walcott | Spjutkastning | 81.75 | 10 q      | 84.58 NR | 1         |

Damer
Bana och väg
| Idrottare                                                                                    | Gren       | Heat     | Heat      | Kvartsfinal | Kvartsfinal | Semifinal        | Semifinal        | Final            | Final            |
| Idrottare                                                                                    | Gren       | Resultat | Placering | Resultat    | Placering   | Resultat         | Placering        | Resultat         | Placering        |
| -------------------------------------------------------------------------------------------- | ---------- | -------- | --------- | ----------- | ----------- | ---------------- | ---------------- | ---------------- | ---------------- |
| Michelle-Lee Ahye                                                                            | 100 m      | BYE      | BYE       | 11.28       | 3 Q         | 11.32            | 8                | Gick inte vidare | Gick inte vidare |
| Kelly-Ann Baptiste                                                                           | 100 m      | BYE      | BYE       | 10.96       | 1 Q         | 11.00            | 3 q              | 10.94            | 6                |
| Janeil Bellille                                                                              | 400 m häck | 57.27    | 7         | i.u.        | i.u.        | Gick inte vidare | Gick inte vidare | Gick inte vidare | Gick inte vidare |
| Semoy Hackett                                                                                | 100 m      | BYE      | BYE       | 11.04       | 2 Q         | 11.26            | 5                | Gick inte vidare | Gick inte vidare |
| Semoy Hackett                                                                                | 200 m      | 22.81    | 2 Q       | i.u.        | i.u.        | 22.55            | 3 q              | 22.87            | 8                |
| Kai Selvon                                                                                   | 200 m      | 22.85    | 4 q       | i.u.        | i.u.        | 23.04            | 5                | Gick inte vidare | Gick inte vidare |
| Michelle-Lee Ahye Kelly-Ann Baptiste Semoy Hackett Sparkle McKnight Kai Selvon Reyare Thomas | 4 x 100 m  | 42.31 NR | 2 Q       | i.u.        | i.u.        | i.u.             | i.u.             | DNF              | DNF              |

Fältgrenar
| Idrottare        | Gren        | Kval  | Kval      | Final            | Final            |
| Idrottare        | Gren        | Längd | Placering | Längd            | Placering        |
| ---------------- | ----------- | ----- | --------- | ---------------- | ---------------- |
| Ayanna Alexander | Tresteg     | 14.09 | 14        | Gick inte vidare | Gick inte vidare |
| Cleopatra Borel  | Kulstötning | 18.36 | 13        | Gick inte vidare | Gick inte vidare |

## Segling
Herrar
| Seglare      | Gren  | Lopp | Lopp | Lopp | Lopp | Lopp | Lopp | Lopp | Lopp | Lopp | Lopp | Lopp | Summerad poäng | Finalplacering |
| Seglare      | Gren  | 1    | 2    | 3    | 4    | 5    | 6    | 7    | 8    | 9    | 10   | M*   | Summerad poäng | Finalplacering |
| ------------ | ----- | ---- | ---- | ---- | ---- | ---- | ---- | ---- | ---- | ---- | ---- | ---- | -------------- | -------------- |
| Andrew Lewis | Laser | 46   | 43   | 38   | 40   | 29   | 47   | 34   | 46   | 14   | 26   | EL   | 315            | 37             |

M = Medaljlopp; EL = Eliminerad – gick inte vidare till medaljloppet;